# Sophie Caldwell
Sophie Caldwell (Rutland, 22 marzo 1990) è una fondista statunitense.
Dalla stagione 2020-2021 si è iscritta alle liste FIS come Sophie Caldwell Hamilton.

## Biografia
Nata in una famiglia di sciatori nordici (il nonno John, combinatista, e lo zio Tim, fondista, gareggiarono ai massimi livelli), ha esordito in Coppa del Mondo il 7 dicembre 2012 a Québec (14ª) e ai Campionati mondiali a Val di Fiemme 2012 (20ª nella sprint).
Ha preso parte alla sua prima edizione dei Giochi olimpici invernali a Soči 2014 (32ª nella 10 km, 6ª nella sprint, 8ª nella sprint a squadre); il 1º marzo 2014 a Lahti ha ottenuto il primo podio in Coppa del Mondo (3ª). Ai Mondiali di Falun 2015 si è classificata 10ª nella sprint e 8ª nella sprint a squadre; due anni dopo, nella rassegna iridata di Lahti 2017 è stata 6ª nella sprint. Il 27 gennaio 2018 ha colto a Seefeld in Tirol in sprint la sua prima vittoria in Coppa del Mondo. Ai XXIII Giochi olimpici invernali di Pyeongchang 2018 si è classificata 8ª nella sprint e 5ª nella staffetta; nella stagione successiva ai Mondiali di Seefeld in Tirol è stata 29ª nella 10 km e 14ª nella sprint, mentre a quelli di Oberstdorf 2021 si è classificata 29ª nella sprint.

## Palmarès

### Coppa del Mondo
- Miglior piazzamento in classifica generale: 21ª nel 2019
- 11 podi (7 individuali, 4 a squadre):
  - 1 vittoria (individuale)
  - 5 secondi posti (3 individuali, 2 a squadre)
  - 5 terzi posti (3 individuali, 2 a squadre)

#### Coppa del Mondo - vittorie
| Data            | Località         | Nazione | Disciplina |
| --------------- | ---------------- | ------- | ---------- |
| 27 gennaio 2018 | Seefeld in Tirol | Austria | SP TL      |

Legenda:

TL = tecnica libera

SP = sprint

#### Coppa del Mondo - competizioni intermedie
- 3 podi di tappa:
  - 1 vittoria
  - 2 secondi posti

##### Coppa del Mondo - vittorie di tappa
| Data           | Località   | Nazione  | Competizione | Disciplina |
| -------------- | ---------- | -------- | ------------ | ---------- |
| 5 gennaio 2016 | Oberstdorf | Germania | Tour de Ski  | SP TC      |

Legenda:

TC = tecnica classica

SP = sprint